# カラダとカラダ
「カラダとカラダ」は、風味堂の8枚目のシングル。2007年7月11日発売。発売元はビクターエンタテインメント。

## 解説
6月6日発売の「手をつないだら」と8月15日発売の「サヨナラの向こう側」とで『風味堂 恋空3部作』として恋の物語を表す作品になっている。
通常版には「恋空君ステッカー」「着うたプレゼント」、初回版にはそれに加えPVとオリジナルドラマを収録したDVDが封入されている。

## 収録曲
1. カラダとカラダ
プロデュースは本間昭光。恋空3部作の2作目。ラテンの要素を多く盛り込んでいる。なおこの曲の最後のフレーズはレコーディング中に思いつき急遽追加したものであり、曲の製作段階ではその一つ前のフレーズで終わっていた。
2. 浜辺の風景